# Ecchinswell, Sydmonton and Bishops Green
Ecchinswell, Sydmonton and Bishops Green är en civil parish i Storbritannien.   Den ligger i grevskapet Hampshire och riksdelen England, i den södra delen av landet, 80 km väster om huvudstaden London. Antalet invånare är 1 182.